# Linyphia obscurella
Linyphia obscurella är en spindelart som beskrevs av Roewer 1942. Linyphia obscurella ingår i släktet Linyphia och familjen täckvävarspindlar. Inga underarter finns listade i Catalogue of Life.